# Lepisorus miyoshianus
Lepisorus miyoshianus är en stensöteväxtart som först beskrevs av Mak., och fick sitt nu gällande namn av Fraser-jenk. och Subh.Chandra. Lepisorus miyoshianus ingår i släktet Lepisorus och familjen Polypodiaceae. Inga underarter finns listade.